# Mój brat Frankenstein
Mój brat Frankenstein (ros. Мой сводный брат Франкенштейн) – rosyjski dramat obyczajowy z 2004 roku w reżyserii Walerija Todorowskiego.

## Opis fabuły
Żyjąca w Moskwie rodzina dowiaduje się nagle, że pan domu ma syna, o którego istnieniu nie wiedział. Odnaleziony po latach syn wrócił z wojny w Czeczenii i po stracie matki zdecydował się zamieszkać z ojcem. Syn Pawlik jest weteranem wojennym, który w czasie walk stracił oko i ma obsesje na punkcie rzekomego zagrożenia, nadciągającego na rodzinę. Kiedy Pawlik wraz z całą rodziną zabarykaduje się na prywatnej posesji do akcji wkracza milicja.

## Nagrody i wyróżnienia
W 2005 film otrzymał trzy nagrody Nika (przyznawane przez Rosyjską Akademię Filmową), w tym dla najlepszego filmu, w 2007 film został uhonorowany Nagrodą FIPRESCI na Międzynarodowym Festiwalu Filmowym w Karlowych Warach.

## Obsada
- Leonid Jarmolnik jako Julik
- Daniił Spiwakowski jako Pawlik
- Elena Jakowlewa jako Rita
- Irina Sokołowa jako Eleonora Dmitrijewna
- Siergiej Garmasz jako Timur Kurbatowicz
- Artiom Szalimow jako Jegor
- Siergiej Gazarow jako Edik
- Marianna Iljina jako Ania
- Elwira Danilina jako Galina
- Tatiana Szumowa jako Arina
- Daria Biełousowa jako Swieta